# Dreibogenbrücke (Eschweiler)
Die Dreibogenbrücke ist ein Eisenbahnviadukt für vier Verkehrswege im Stadtteil Aue in Eschweiler  in der Städteregion Aachen. Über sie führt die Schnellfahrstrecke Köln–Aachen, unter ihr fließt die Inde, die seit 2004 von der Euregiobahn wieder genutzte Eschweiler Talbahn und die Kreisstraße K 15 Phönixstraße / Röher Straße, auf welcher bis in die 1960er-Jahre eine Straßenbahn fuhr.
Der mittlere Bogen ist aufgrund des Dampflokomotivenverkehrs deutlich verrußt.

## Geschichte

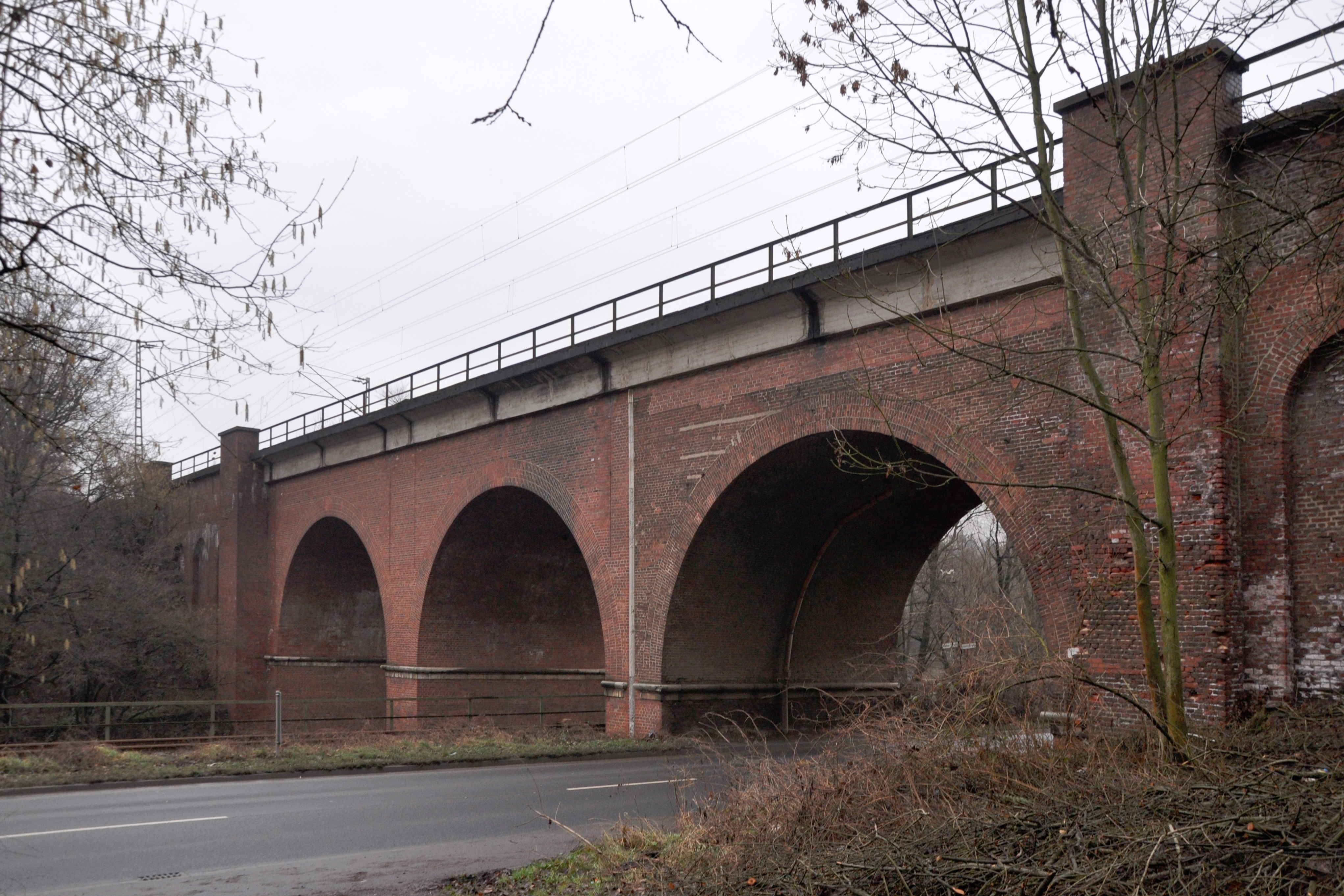
Dreibogenbrücke im Jahr 2014

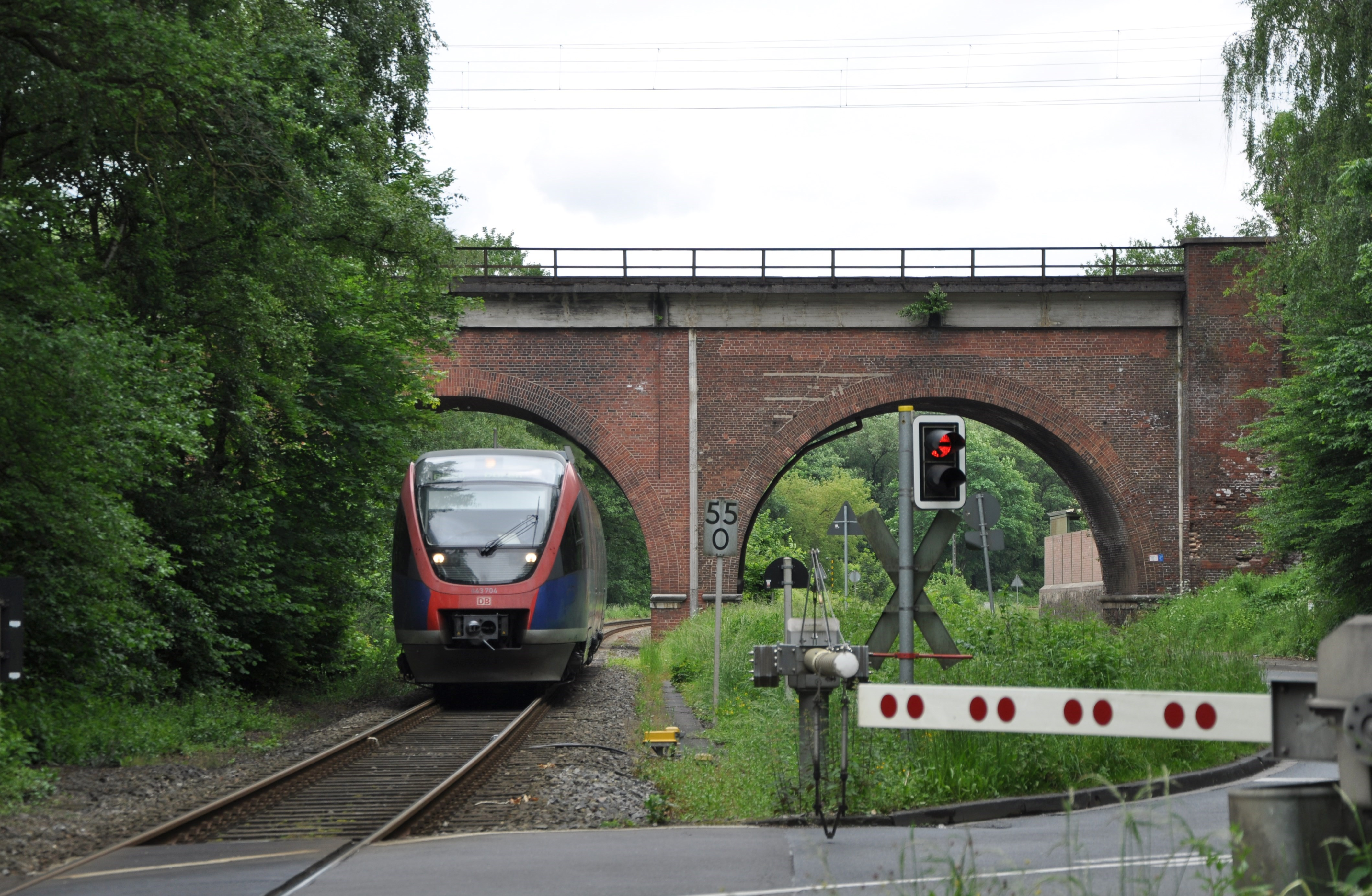
Dreibogenbrücke mit einem Zug der Euregiobahn

Die Dreibogenbrücke wurde 1841 durch die Rheinische Eisenbahn-Gesellschaft fertiggestellt. Der in der Inde stehende, östliche Pfeiler war dabei auf einer keilförmigen Konstruktion aus Blaustein gegründet. Im Zweiten Weltkrieg wurde dieser Pfeiler im September 1944 gesprengt. Die entstandene Lücke wurde von US-amerikanischen Pionieren provisorisch durch eine Stahlkonstruktion repariert. Am 7. März 1945 war die Dreibogenbrücke wieder betriebsbereit. In der alten und gleichzeitig heutigen Form wurde der Viadukt Ende der 1940er-Jahre wieder aufgebaut und am 31. August 1950 in Betrieb genommen. Eine Stahlbetonplatte trägt nun die Fahrbahn.
Auf der Talbahn war über zwei Jahrzehnte lang der Personenverkehr eingestellt: Der letzte Personenzug (ein Akkumulatortriebwagen) fuhr von Aachen Hbf nach Jülich am 27. Mai 1983; er passierte die Dreibogenbrücke um 7:08 Uhr. Als zweites ihrer inzwischen zahlreichen Reaktivierungsprojekte nahm die Euregiobahn am 11. September 2004 den Personenverkehr auf der Talbahn wieder auf und erweiterte ihn fünf Jahre später über eine Neubaustrecke von Weisweiler über Langerwehe bis nach Düren.